# Гіппократ (син Мегакла)
Гіппократ (*Ίπποκράτης, д/н —після 510 до н. е.) — давньогрецький політичний діяч Афінського поліса.

## Життєпис
Походив з аристократичного роду Алкмеонідів. Другий син Мегакла, очільника аристократів, та Агарісти (доньки Клісфена, тирана Сікіона). Після смерті батька, що сталася після 556 року до н. е. тсав одним з лідерів аристократів. У 546 році до н. е. після поразки афінського ополчення й повернення тиранії Пісістрата разом з братом Клісфеном опинився у вигнанні. Перебрався до Дельф, де його рід мав давні дружні зв'язки.
У 526 році до н. е. повертається до Афін. Цьому сприяла смерть Пісістрата, сини якого Гіппій і Гіппарх. Невдовзі одружився з донькою Гіппія. В результаті Алмеоніди на деякий час стають союзниками Пісістратідів.
У 514 році до н. е. після вбивства Гіппія його брат Гіппарх став підозрювати знатні роди у змові проти себе. Тому Гіппократ з братом знову вирушив у вигнання.
Слідом за цим розлучився з дружиною й 511 року до н. е. одружився з донькою Аріфрона (своєю небогою). Того ж року за підтримки Дельфінського оракула разом з братом Клісфеном зумів спонукати Спарту до повалення тиранії Гіппія. Після другої спроби загони Гіппократа і спартанського царя Клеомена I взяли в облогу тирана, який зрештою вимушений був здатися. Ймовірно Гіппократ помер до 508 року до н. е., оскільки влада опинилася в Ісагора з Філаїдів.

## Родина
1. Дружина — донька Гіппія, тирана
Діти:
- Мегакл
- Агаріста II, дружина Ксантіппа, лідера аристократів

2. Дружина — донька Аріфрона
Діти:
- Ксантіпп, архонт-епонім 479/478 років до н. е.